# Robert Więckiewicz
Robert Więckiewicz (sinh ngày 30 tháng 6 năm 1967 tại Nowa Ruda, Ba Lan) là một diễn viên điện ảnh và diễn viên truyền hình người Ba Lan.
Sự thể hiện ấn tượng vai diễn Lech Wałęsa trong phim điện ảnh Walesa. Man of Hope đã giúp Robert Więckiewicz được nhận giải thưởng ở hạng mục Nam diễn viên xuất sắc nhất tại Liên hoan phim quốc tế Chicago vào năm 2013.

## Thành tích nghệ thuật
Dưới đây liệt kê các bộ phim có sự góp mặt của Robert Więckiewicz:
| Năm  | Tựa đề                           | Vai diễn                  | Ghi chú |
| ---- | -------------------------------- | ------------------------- | ------- |
| 2019 | The Coldest Game                 | Alfred, giám đốc của PKiN |         |
| 2018 | Clergy                           | Tadeusz Trybus            |         |
| 2015 | A Grain of Truth (Ziarno Prawdy) | Teodor Szacki             |         |
| 2014 | The Mighty Angel                 | Jerzy                     |         |
| 2013 | Walesa. Man of Hope              | Lech Wałęsa               |         |
| 2013 | Ambassada                        | Adolf Hitler              |         |
| 2011 | In Darkness                      | Leopold Socha             |         |
| 2011 | Courage                          | Alfred                    |         |
| 2010 | Little Rose                      | Roman Rożek               |         |
| 2010 | Kołysanka                        |                           |         |
| 2009 | The Dark House                   | Công tố viên Tomala       |         |
| 2007 | All Will Be Well                 | Thầy Andrzej              |         |
| 2004 | Vinci                            | Robert Cumiński "Cuma"    |         |
| 2003 | Męskie-żeńskie                   |                           |         |
| 2003 | Ciało                            | Julek                     |         |
| 2003 | Fala zbrodni                     | Adam Kruczowski           |         |
| 2002 | Samo Życie                       | Karol                     |         |
| 2002 | Sfora: Bez litości               | Dziobaty                  |         |
| 2002 | Superprodukcja                   | Bandzior                  |         |
| 2001 | Pieniądze to nie wszystko        |                           |         |
| 2000 | Pół serio                        | Mateusz                   |         |
| 2000 | M jak miłość                     | Kosmala                   |         |
| 1999 | Ogniem i mieczem                 | Kozak                     |         |
| 1996 | Poznań 56                        |                           |         |
| 1994 | Psy 2                            |                           |         |
| 1993 | Samowolka                        | Romek                     |         |
| 1991 | Ferdydurke                       | Poppy                     |         |

## Đĩa hát
| Tựa đề                                                                                     | Chi tiết về album                                                                |
| ------------------------------------------------------------------------------------------ | -------------------------------------------------------------------------------- |
| Struny na Ziemi (Strings on Earth) (cùng Włodzimierz Pawlik, Lora Szafran và Marek Bałata) | - Phát hành: 22 tháng 5 năm 2011 - Hãng thu âm: Pawlik Relations - Định dạng: CD |